# Tai Chi
Tai Chi er det forkortede navn for Tai Chi Chuan der også skrives Taijiquan 太極拳. Det er en kinesisk kampkunst, der i vore dage hovedsageligt trænes for at styrke sind og krop. Tai Chi bygger på et spirituelt fundament med rod i den allertidligste kinesiske filosofi, Taoismen. Tai Chis vigtigste principper bygger på harmonien mellem Yin og yang. Yin-Yang er symbol for den grundlæggende dualitet i universet. Det er overgangen mellem Yin-Yang og det uendelige cirkulære samspil, der er det centrale i den oprindelige ide med tegnet. Tai Chis navn er udledt af det kinesiske navn for dette tegn, Taiji Tu eller Tai Chi tegnet.

## Principper og teknikker
Tai Chi Chuan består af lange sekvenser af bevægelser, som kan bestå af fra 24 til 120 forskellige bevægelser der er sammenkædet i én lang flydende bevægelse. Kendetegnet for Tai Chi er, at det udføres meget langsomt.
Der findes videnskabeligt baserede undersøgelser, der dokumenterer fremskridt for patienter med astma og problemer med hjerterytme og fald hos ældre, der dyrker Tai Chi.
Tai Chi Chuan hedder på engelsk Internal Martial Arts på kinesisk som Neijia eller Indre kampkunst. I Tai Chi består hovedparten af træningen af bløde, langsomme bevægelser og mental forståelse af, hvordan det bløde kan overvinde det hårde med harmoni mellem yin og yang. Kampkunst, der overvinder et hårdt angreb med et hårdt forsvar, kaldes yang mod yang . yin i samspil med yin mangler dynamik. I Tai Chi er det målet, at et hårdt angreb modtages med bløde, perfekt tilpassede bevægelser (positiv yin). Når modstanderens brutale kraft (negativ yang) er brugt op (negativ yin) kan vi selv anvende en afmålt kraft (positiv yang). Det er målet at holde en harmonisk balance mellem yin og yang i sine handlinger. Aggressivitet eller frygt vil få en til at handle uhensigtsmæssigt, så Tai Chi som kampkunst handler i høj grad om mental og følelsesmæssig balance. Det er ikke svært at se, hvordan disse kvaliteter kan gavne i livets andre forhold.[er denne påstand neutral?]
Tai Chi Chuan udføres oftest uden remedier, alene og som partnertræning. Men træningen indbefatter også sabel, sværd og lanse, der øger sværhedsgraden.
Kinesisk Qigong sammenlignes ofte med Tai Chi, det betyder energiøvelser og er en bred fællesbetegnelse for kinesiske helbredsøvelser med fokus på indre energi. Tai Chi hører ikke under denne kategori, da der er store forskelle i både principper og udførelse.

## Historie
Tai Chis historie bygger på et meget løst grundlag. Der er efterhånden opklaring på vej i forskningen i Tai Chis oprindelse. Den nyeste forskning viser, at de ældste Tai Chi stile opstod i slutningen af 1700-tallet og blev videreudviklet i 1800 tallet i Henan og Hebei provinserne i Kina, baseret på taoistisk filosofi og de lokale populære kampkunstteknikker. Den mest pålidelige akademisk baserede forskning i Tai Chis historie er skrevet af Douglas Wile og Marnix Wells. De viser klart, at der kan sættes store spørgsmålstegn ved den hidtidige opfattelse af forholdet mellem Chen-, Yang-, Wŭ- og Wústil, der er de ældste kendte forgreninger.

## Stilarter
Ud over Chen-, Yang-, Wŭ- og Wústil findes der flere nyere arter af Tai Chi. De er ofte simplificerede udgaver af de traditionelle stile, det mest kendte eksempel er at Kinas kommunistparti i 1951 fik Gu Liuxin til at skabe en simpel folke-Tai-Chi-stil kaldet "24 Tai Chi" eller Pekingstil, der skulle være let at lære til gavn for folket. Men der er mange andre moderne forgreninger, som oftest skabt af Tai Chi-lærere med personlige ideer og præferencer end de traditionelle. En ny sportspræget tendens er konkurrencer og udmærkelser i Tai Chi, der ikke var en del af traditionel Tai Chi. Musik til træningen er selvsagt heller ikke traditionelt, men er alligevel i dag udbredt især i Kina.

## Tekstgrundlag
De principper, der gjorde Tai Chi populært i brede kredse i 1920'erne, er beskrevet i Tai Chis klassikere, som er en mindre samling tekster skrevet i 1800-tallet. Traditionel Tai Chi skal være baseret på disse principper, men der er stor uenighed om originaludgaver, oversættelser og fortolkning. De beskriver opbyggelse og anvendelse af indre energi, principperne for harmonisk vekselvirkning i kamp og at Tai Chi er "bevidst bevægelse".

## Forslag til litteraturlæsning
- Wile, Douglas: T’ai-chi’s Ancestors. Sweet Ch’i Press, New York 1999.
- Wile, Douglas: Lost T’ai-chi Classics from the Late Ch’ing Dynasty. State University of New York Press, Albany 1996.
- Wells, Marnix: Scholar Boxer: Chang Naizhou’s theory of internal martial arts and the evolution of Taijiquan. North Atlantic Books, Berkely 2005.
- Pang, T. Y.: On Tai Chi Chuan. Azalea Press, Washington 1987.
- Deng, Shihai; Tang, Hao; Xu, Zhen: Taijiquan Kao 鄧時海,唐豪,徐震:太極拳攷'。(Fem bøger samlet af Deng Shihai). Dongya Tushu Gongsi, Hongkong, 1980.
- Dong, Yingjie: Taijiquan Shiyi 董英傑﹕太極拳釋義。Ge Da Shuju, Hongkong 1989 (1948).
- Yang, Chengfu: Taijiquan Shiyong Fa 楊澄甫﹕太極拳使用法'。Wenguang Yinwuguan 1931.